# 韋爾低地教堂之役
韋爾低地教堂之役（英語：Battle of Ware Bottom Church）於1864年5月20日發生在維吉尼亞，是南北戰爭中北軍為奪得里奇蒙彼得斯鐵路以削弱南軍的實力而發動的第三場百慕達韓垂戰事的戰役。
趁北軍士氣低落，南軍突擊他們的防線（這次戰役大約有10,000人參加），北軍抵擋不住，只得投降，離開百慕達韓垂地區，逼使本傑明·富蘭克林·巴特勒投降；南軍則建築防線，以免北軍再進攻百慕達韓垂。